# Pancrates d'Arcàdia
Pancrates o Pancraci, en llatí Pancrates o Pancratius,en grec antic Παγκρατης, Παγκράτιος, fou un poeta grec nadiu d'Arcàdia, autor d'un poema sobre la pesca (ἁλιευτικά o θαλάσσια ἔργα), un considerable fragment del qual fou conservat per Ateneu de Naucratis.
Podria ser la mateixa persona que el Pancrates que apareix a la Garlanda de Meleagre i a l'Antologia grega, però es podria tractar també del Pancrates músic o poeta citat per Plutarc.